# Grækenland ved sommer-OL 1928
Grækenland deltager i Sommer-OL 1928. 23 sportsudøvere fra Grækenland deltog under Sommer-OL 1928 i Amsterdam i fire sportsgrene. De vandt ikke nogen medaljer.

## Medaljer
| 1928       | Guld | Sølv | Bronze | Total |
| Grækenland | 0    | 0    | 0      | 0     |